# Лук молочноцветный
Лук молочноцветный (лат. Allium galanthum) — многолетнее травянистое растение, вид рода Лук (Allium) семейства Луковые (Alliaceae).

## Распространение и экология
В природе ареал вида охватывает Казахстан, Киргизию, восток Монголии и Китай (провинция Синьцзян-Уйгурский автономный район).
Произрастает на щебнистых и каменистых склонах.

## Ботаническое описание
Луковицы конически-цилиндрические, диаметром 1,5-2,5 см, с красно-бурыми, тонкокожистыми, цельными оболочками, прикреплены по несколько к корневищу. Стебель мощный, высотой 20—50 см, к верхушке постепенно суженный, при основании одетый гладкими влагалищами листьев.
Листья в числе 2—3, цилиндрические, к верхушне постепенно суженные, дудчатые, прямые, шириной 3—10 мм, в полтора—два раза короче стебля.
Чехол в полтора—два раза короче зонтика. Зонтик (соцветие) полушаровидный или чаще шаровидный, многоцветковый, густой. Цветоножки равные, в два—три раза длиннее околоцветника, при основании с немногочисленными прицветниками. Листочки звездчатого околоцветника белые, с мало заметной жилкой, равные, продолговатые, тупые, 4—5 мм. Нити тычинки едва длиннее околоцветника, при основании с околоцветником сросшиеся, шиловидные, цельные.
Коробочка немного длиннее околоцветника.

## Таксономия
Вид Лук молочноцветный входит в род Лук (Allium) семейства Луковые (Alliaceae) порядка Спаржецветные (Asparagales).
|  |                                      |  |                                                             |                                                             |                   |  | ещё 24 семейства (согласно Системе APG II) | ещё 24 семейства (согласно Системе APG II) |                        |  |  |  | ещё более 870 видов |
|  |                                      |  |                                                             |                                                             |                   |  | ещё 24 семейства (согласно Системе APG II) | ещё 24 семейства (согласно Системе APG II) |                        |  |  |  | ещё более 870 видов |
|  |                                      |  |                                                             | порядок Спаржецветные                                       |                   |  |                                            |                                            | род Лук                |  |  |  |                     |
|  |                                      |  |                                                             | порядок Спаржецветные                                       |                   |  |                                            |                                            | род Лук                |  |  |  |                     |
|  | отдел Цветковые, или Покрытосеменные |  |                                                             |                                                             | семейство Луковые |  |                                            |                                            | вид Лук молочноцветный |  |  |  |                     |
|  | отдел Цветковые, или Покрытосеменные |  |                                                             |                                                             | семейство Луковые |  |                                            |                                            |                        |  |  |  |                     |
|  |                                      |  | ещё 44 порядка цветковых растений (согласно Системе APG II) | ещё 44 порядка цветковых растений (согласно Системе APG II) |                   |  |                                            | ещё около 300 родов                        | ещё около 300 родов    |  |  |  |                     |
|  |                                      |  |                                                             | ещё 44 порядка цветковых растений (согласно Системе APG II) |                   |  |                                            |                                            | ещё около 300 родов    |  |  |  |                     |